# Rhipsalis pilocarpa

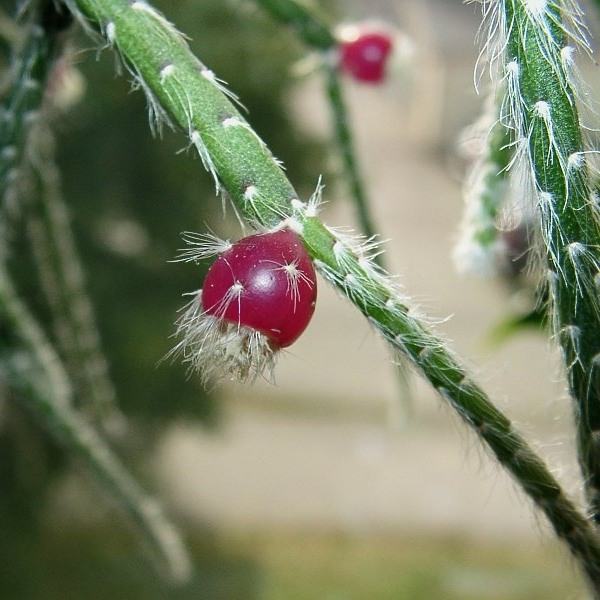
Frucht von Rhipsalis pilocarpa

Rhipsalis pilocarpa ist eine Pflanzenart in der Gattung Rhipsalis aus der Familie der Kakteengewächse (Cactaceae). Das Artepitheton pilocarpa leitet sich von den griechischen Worten pilus für ‚Haar‘ sowie karpos für ‚Frucht‘ ab und verweist auf die borstigen Früchte der Art.

## Beschreibung
Rhipsalis pilocarpa wächst als klein bleibender epiphytischer Strauch mit anfangs aufrechten und später hängenden Trieben. Die schmutzig graugrünen Triebe sind schlank zylindrisch, vollständig drehrund, bis zu 4 Zentimeter lang und 0,6 Zentimeter im Durchmesser. An der Spitze verzweigen sie in Wirteln. Die 8 bis 10 fast immer deutlich ausgeprägten Rippen sind in Längs- und Querrichtung fein gestreift. Die grünen, etwas wolligen Areolen sind gelegentlich purpurn überhaucht. Aus ihnen entspringen 3 bis 10 graue bis weiße, borstenartige Dornen.
Die duftenden, weißen, endständigen Blüten erscheinen einzeln oder zu zweit und erreichen einen Durchmesser von 2,5 bis 4 Zentimeter. Ihr Perikarpell ist mit borstenartigen Dornen besetzt.
Die weinroten, beerenförmigen Früchte sind kugelförmig und mit borstenartigen Dornen besetzt. Sie besitzen eine Länge und einen Durchmesser von etwa 12 Millimeter. Die Früchte enthalten ziemlich große, schwarze Samen.

## Verbreitung, Systematik und Gefährdung
Rhipsalis pilocarpa ist vom Nordosten bis zum Südosten Brasiliens verbreitet, kommt aber nur selten vor.
Die Erstbeschreibung wurde 1903 durch Albert Löfgren (1854–1918) veröffentlicht. Ein nomenklatorisches Synonym ist Erythrorhipsalis pilocarpa (Loefgr.) A.Berger (1920).
Rhipsalis pilocarpa wird in der Roten Liste gefährdeter Arten der IUCN als „Vulnerable (VU)“, d. h. gefährdet eingestuft.

## Nachweise